# Karl Reifferscheid
Karl Reifferscheid (* 12. Januar 1874 in Breslau; † 8. März 1926 in Göttingen) war ein deutscher Gynäkologe und von 1918 bis 1926 Direktor der Klinik für Gynäkologie und Geburtshilfe an der Georg-August-Universität Göttingen.

## Leben und Wirken
Reifferscheid wurde als jüngerer Sohn des Philologen August Reifferscheid (1835–1887) in Breslau geboren, wo der Vater seit 1868 als Universitätsprofessor wirkte und zwei Jahre zuvor sein älterer Bruder Heinrich Reifferscheid geboren worden war, der später Akademieprofessor in Düsseldorf wurde.
Als Nachfolger von Philipp Jung und Schüler von Heinrich Fritsch aus Bonn entwickelte er den therapeutischen Einsatz von Röntgenstrahlen weiter. Zu seiner Zeit wurde das von ihm mit Walter Stoeckel verfasste Lehrbuch der Gynäkologie anerkanntes Standardwerk in der Medizin.
Sein Nachfolger wurde Heinrich Martius.